# Roberto González junior

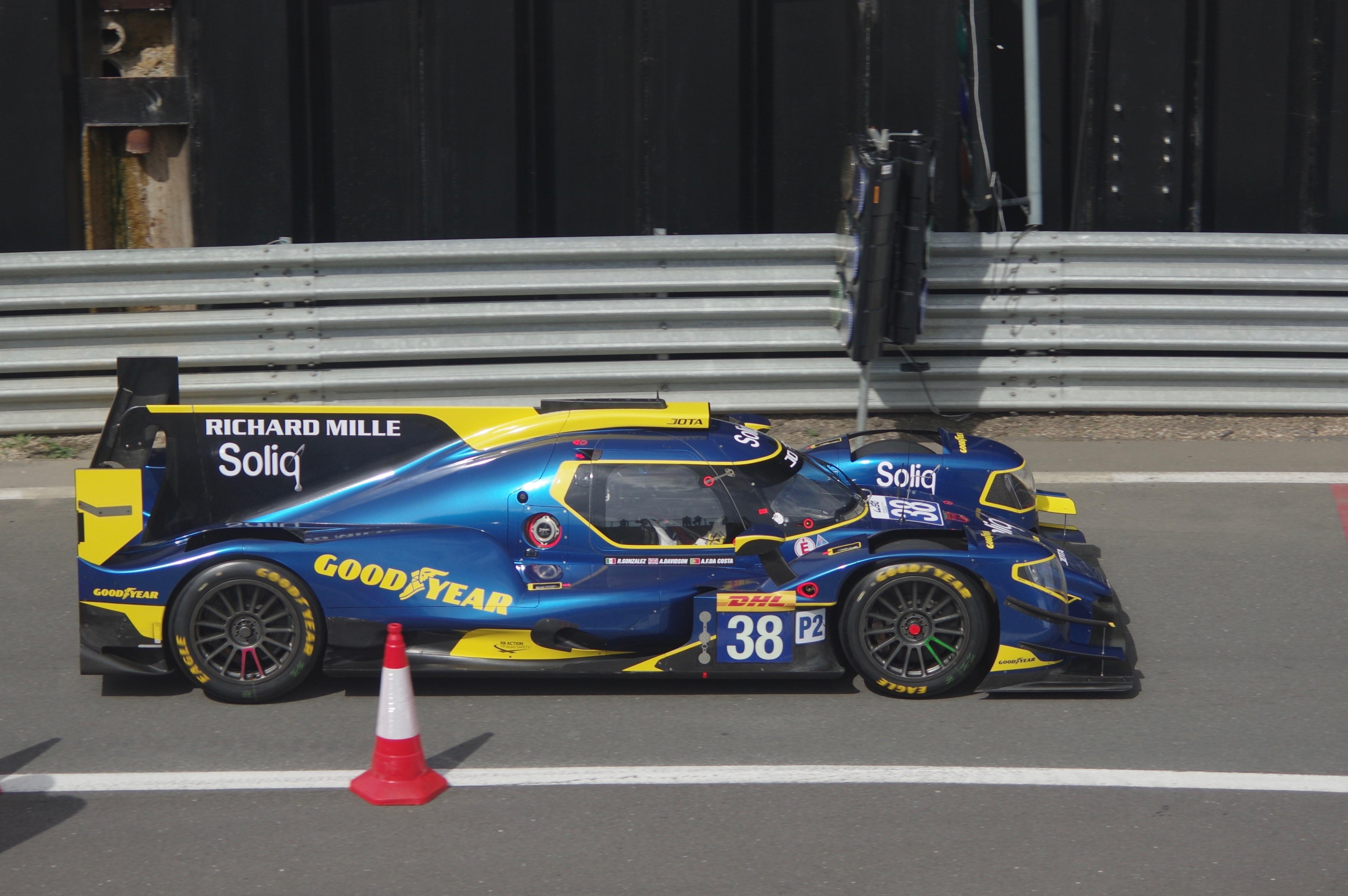
Roberto González junior im Oreca 07 beim 4-Stunden-Rennen von Silverstone 2019

Roberto González Valdez, auch bekannt als Roberto González junior, (* 31. März 1976 in Monterrey) ist ein mexikanischer Automobilrennfahrer. Er startete 2003 und 2004 in der Champ Car World Series.

## Karriere
González begann seine Motorsportkarriere 1990 im Kartsport, in dem er bis 1994 aktiv blieb. 1994 wechselte er in den Formelsport. Er startete von 1994 bis 1996 in der mexikanischen Formel-3-Meisterschaft, 1997 in der mexikanischen Formel-2-Meisterschaft und von 1998 bis 2000 in der panamerikanischen Indy Lights.
2001 wechselte González nach Europa und fuhr in der einmalig ausgetragenen Formel Chrysler Euroseries. Zusammen mit seinem jüngeren Bruder Ricardo trat er für Alpie Motorsport an. Er gewann zwei Rennen und beendete alle acht Rennen in den Top-4. Am Saisonende unterlag er Ricardo van der Ende mit 121 zu 106 Punkten und wurde Gesamtzweiter. Gegen seinen Bruder, der mit 55 Punkten Vierter wurde, intern durch. 2002 trat González für GD Racing in der World Series by Nissan an und wurde 22. in der Fahrerwertung.
2003 kehrte González nach Nordamerika zurück und erhielt zunächst für den Saisonauftakt der Champ Car World Series ein Cockpit bei Dale Coyne Racing. Er verlor das Cockpit anschließend an Alex Yoong. Im weiteren Saisonverlauf vertrat er Roberto Moreno beim mexikanischen Rennen, dem Gran Premio Telmex-Gigante, bei Herdez Competition. Zusammen mit Mario Domínguez bildete er ein rein mexikanisches Fahrerduo, wodurch sich das Team mehr Aufmerksamkeit in Mexiko versprach. 2004 war González Vollzeitpilot bei PKV Racing. Mit einem siebten Platz als bestem Resultat beendete er die Saison auf dem 15. Gesamtrang. Intern unterlag er Jimmy Vasser mit 201 zu 136 Punkten.
Nach einer längeren Pause kehrte González 2012 in den Motorsport zurück. Für RSR Racing nahm er an drei Rennen der American Le Mans Series (ALMS) teil. Darüber hinaus vertrat er seinen Bruder Ricardo bei Greaves Motorsport bei einem Rennen der FIA-Langstrecken-Weltmeisterschaft (WEC) 2012.

## Persönliches
González Vater Roberto González sr. und sein Bruder Ricardo González sind ebenfalls Rennfahrer.

## Statistik

### Karrierestationen
| - 1990–1994: Kartsport - 1994: Mexikanische Formel 3 - 1995: Mexikanische Formel 3 - 1996: Mexikanische Formel 3 - 1997: Mexikanische Formel 2 | - 1998: Panamerikanische Indy Lights (Platz 16) - 1999: Panamerikanische Indy Lights - 2000: Panamerikanische Indy Lights - 2001: Formel Chrysler Euroseries (Platz 2) - 2002: World Series by Nissan (Platz 22) | - 2003: Champ Car World Series (Platz 24) - 2004: Champ Car World Series (Platz 15) - 2012: ALMS, PC (Platz 13) - 2012: WEC (Platz 85) |

### Le-Mans-Ergebnisse
| Jahr | Team                  | Fahrzeug | Teamkollege            | Teamkollege       | Platzierung            | Ausfallgrund |
| ---- | --------------------- | -------- | ---------------------- | ----------------- | ---------------------- | ------------ |
| 2017 | CEPC Manor TRS Racing | Oreca 07 | Simon Trummer          | Vitali Petrow     | Ausfall                | Unfall       |
| 2018 | DragonSpeed           | Oreca 07 | Pastor Maldonado       | Nathanaël Berthon | Rang 9                 |              |
| 2019 | DragonSpeed           | Oreca 07 | Pastor Maldonado       | Anthony Davidson  | Ausfall                | Unfall       |
| 2020 | Jota Racing           | Oreca 07 | António Félix da Costa | Anthony Davidson  | Rang 6                 |              |
| 2021 | Jota                  | Oreca 07 | António Félix da Costa | Anthony Davidson  | Rang 13                |              |
| 2022 | Jota                  | Oreca 07 | António Félix da Costa | Will Stevens      | Rang 5 und Klassensieg |              |

### Sebring-Ergebnisse
| Jahr | Team                          | Fahrzeug       | Teamkollege        | Teamkollege     | Platzierung | Ausfallgrund |
| ---- | ----------------------------- | -------------- | ------------------ | --------------- | ----------- | ------------ |
| 2012 | RSR Racing                    | Oreca FLM09    | Bruno Junqueira    | Tomy Drissi     | Rang 48     |              |
| 2018 | AFS/PR1 Mathiasen Motorsports | Ligier JS P217 | Sebastián Saavedra | Gustavo Yacamán | Rang 32     |              |

### Einzelergebnisse in der FIA-Langstrecken-Weltmeisterschaft
| Saison  | Team                          | Rennwagen               | 1   | 2   | 3   | 4   | 5   | 6   | 7   | 8   | 9   |
| ------- | ----------------------------- | ----------------------- | --- | --- | --- | --- | --- | --- | --- | --- | --- |
| 2012    | RSR Racing Greaves Motorsport | Oreca FLM09 Zytek Z11SN | SEB | SPA | LEM | SIL | SAO | BAH | FUJ | SHA |     |
| 2012    | RSR Racing Greaves Motorsport | Oreca FLM09 Zytek Z11SN | 48  |     |     |     | 11  |     |     |     |     |
| 2016    | Greaves Motorsport Manor      | Gibson 015S Oreca 05    | SIL | SPA | LEM | NÜR | MEX | AUS | FUJ | SHA | BAH |
| 2016    | Greaves Motorsport Manor      | Gibson 015S Oreca 05    |     |     |     |     | 10  |     |     | DNF | 15  |
| 2017    | Manor                         | Oreca 07                | SIL | SPA | LEM | NÜR | MEX | AUS | FUJ | SHA | BAH |
| 2017    | Manor                         | Oreca 07                | 10  | 14  | DNF | 11  | 12  | DNF | 13  | 9   | 9   |
| 2018/19 | DragonSpeed                   | Oreca 07                | SPA | LEM | SIL | FUJ | SHA | SEB | SPA | LEM |     |
| 2018/19 | DragonSpeed                   | Oreca 07                | 11  | DNF | 7   | 20  | 12  | 6   | 7   | DNF |     |
| 2019/20 | Jota                          | Oreca 07                | SIL | FUJ | SHA | BAH | AUS | SPA | LEM | BAH |     |
| 2019/20 | Jota                          | Oreca 07                | 9   | DNF | 6   | 5   | 6   | 7   | 6   | 4   |     |
| 2021    | Jota                          | Oreca 07                | SPA | POR | MON | LEM | BAH | BAH |     |     |     |
| 2021    | Jota                          | Oreca 07                | 5   | 4   | DNF | 13  | 6   | 5   |     |     |     |
| 2022    | Jota                          | Oreca 07                | SEB | SPA | LEM | MON | FUJ | BAH |     |     |     |
| 2022    | Jota                          | Oreca 07                | 9   | 5   | 5   | 5   | 6   | 7   |     |     |     |